# Parika järv
Parika järv (Parikasjön) är en sjö i landskapet Viljandimaa i centrala Estland. Den ligger i Suure-Jaani kommun, 120 km sydost om huvudstaden Tallinn. Parika järv är 55 hektar och ligger 44 meter över havet. Den är namngiven efter den närbelägna byn Parika som ligger på andra sidan gränsen i Kolga-Jaani kommun. 
Parika järv består egentligen av flera närliggande mycket grunda sjöar vars medeldjup är en meter och största djup 3,2 meter. Parika järv är omgiven av våtmarken Parika raba och sjöarna Parika Puhajärv (Norra Parikasjön) och Väikejärv (Lillsjön). Området är naturreservat. Den avvattnas av Adula oja som via Tänassilma jõgi når sjön Võrtsjärv. Sjön ingår i Narvaflodens avrinningsområde. 